# Peasants, Pigs & Astronauts
Peasants, Pigs & Astronauts — второй студийный альбом британской инди-рок-группы Kula Shaker. Был издан 8 марта 1999 года и поднялся до 9 места в UK Albums Chart, продержавшись в чарте 10 недель. В США альбом успеха не имел и не попал в Billboard 200. Выходу альбома предшествовал сингл «Sound of Drums», изданный в апреле 1998 года и поднявшийся до третьего места в UK Singles Chart. Сингл «Mystical Machine Gun» был издан одновременно с альбомом и достиг 14-го места в британском хит-параде. Следующий сингл, «Shower Your Love», вышел в свет в мае 1999 года, также поднявшись до 14-й позиции в Великобритании. В США ни один из синглов не попал в Billboard Hot 100.

## Об альбоме
Частично альбом был записан в «Астории» — студии звукозаписи на плавучем доме, принадлежавшей гитаристу Pink Floyd Дэвиду Гилмору. Рабочим названием альбома было Strangefolk. Буквально в последний момент перед выходом альбома, его название было заменено на Peasants, Pigs & Astronauts. В 2007 году отвергнутое ранее название было использовано для следующего альбома группы.
Изначально на альбом также планировалось включить десятиминутную композицию «Strangefolk», начинавшуюся словами «Вначале было слово, и слово было…'Ом Кешавая намаха ом'.» Песня так и не попала на альбом, но её фрагмент в 2002 году вошёл в виде скрытого трека на компиляционный альбом Kollected: The Best of Kula Shaker.
20 января 2010 года вышло в свет юбилейное издание альбома Peasants, Pigs & Astronauts на двух компакт-дисках. На альбом вошли ранее неизданные демо и альтернативные версии песен.

## Список композиций

### 1999
1. «Great Hosannah» (Crispian Mills) (6:07)
2. «Mystical Machine Gun» (Crispian Mills, Kula Shaker) (5:41)
3. «S.O.S.» (Crispian Mills, Kula Shaker) (2:54)
4. «Radhe Radhe» (traditional, arranged by Crispian Mills, Gouri Choudhury) (2:49)
5. «I’m Still Here» (Crispian Mills) (1:31)
6. «Shower Your Love» (Crispian Mills) (3:40)
7. «108 Battles (of the Mind)» (Crispian Mills, Alonza Bevan) (3:15)
8. «Sound of Drums» (Crispian Mills, Kula Shaker) (4:27)
9. «Timeworm» (Crispian Mills, Alonza Bevan) (4:02)
10. «Last Farewell» (Crispian Mills, Kula Shaker) (2:46)
11. «Golden Avatar» (Crispian Mills, Kula Shaker) (4:29)
12. «Namami Nanda-Nandana» [aka «Nanda-nandanāṣṭakaḿ»] (traditional, arranged by Crispian Mills) (12:31)
13. «Stotra» [hidden track] (0:04)

### 2010

#### Диск 1
1. «Great Hosannah» (Crispian Mills) — 6:07
2. «Mystical Machine Gun» (Crispian Mills, Kula Shaker) — 5:41
3. «S.O.S.» (Crispian Mills, Kula Shaker) — 2:55
4. «Radhe Radhe» (traditional, arranged by Crispian Mills, Gouri Choudhury) — 2:49
5. «I’m Still Here» (Crispian Mills) — 1:31
6. «Shower Your Love» (Crispian Mills) — 3:39
7. «108 Battles (of the Mind)» (Crispian Mills, Alonza Bevan) (new ending!)- 3:15
8. «Sound of Drums» (Crispian Mills, Kula Shaker) — 4:27
9. «Timeworm» (Crispian Mills, Alonza Bevan) — 4:02
10. «Last Farewell» (Crispian Mills, Kula Shaker) — 2:46
11. «Golden Avatar» (Crispian Mills, Kula Shaker) — 4:29
12. «Namami Nanda Nandana» (traditional, arranged by Crispian Mills) — 5:12
13. «Strangefolk» [the original title track] — 5:58
14. «Stotra» [Hidden track] — 2:22

#### Диск 2 (Astronauts Anthology)
1. «Sound of Love» [Bearsville Studios Session, which became Sound of Drums] — 6:10
2. «Avalonia» [B-side] — 2:17
3. «Golden Avatar» [Band Demo] — 4:32
4. «Strangefolk» [Band Demo] — 5:05
5. Roger Morton Interview with Crispian and Alonza recorded on 13 November 2009 in London about the making of Peasants, Pigs & Astronauts (Parts 1-9) — 46:03